# Ventnor City
Ventnor City – miasto w Stanach Zjednoczonych, w stanie New Jersey, w hrabstwie Atlantic, nad Oceanem Atlantyckim.